# Tiso VII da Camposampiero

Stemma Camposampiero

Tiso VII Novello da Camposampiero (1230 circa – 31 gennaio 1266) è stato un condottiero e politico italiano.

## Biografia
Figlio di Tiso VI e di Gardionisia da Peraga, erede di una potente famiglia feudale, nacque probabilmente a Padova. Orfano del padre dal 1234, fu la madre a farne le veci nella disputa che lo oppose al vescovo di Padova attorno alla curia di Sant'Andrea. Nel 1236 i giudici del podestà riconobbero ai Camposampiero il possesso della curia, ma il vescovo si rivolse all'imperatore Federico II, il quale affidò la causa d'appello a Ezzelino da Romano, potente ghibellino e nemico dei Camposampiero. Non è chiaro come si concluse la vicenda, ma esiste un documento in cui Tiso vende la curia a Olderico Cattaneo di Tergola. Nel 1237, avendo Ezzelino occupato Padova, Gardionisia faceva riparare il figlio a Venezia.
Più tardi il Camposampiero contribuì alla rivincita guelfa su Ezzelino, collaborando con Azzo VII d'Este. Stando a Pietro Gerardo, avrebbe avuto rapporti con gli oppositori del "Tiranno" a Padova, fatto che portò all'esecuzione di alcuni sospettati. Certamente, furono anche le sue pressioni a spingere papa Alessandro IV a indire la crociata contro Ezzelino (1255).
L'evento vide la partecipazione diretta del Camposampiero come gonfaloniere. Prese parte alla conquista di Padova (20 giugno 1256) e quindi all'inseguimento del podestà Ansedisio Guidotti verso Vicenza. Nel frattempo, gli si sottometteva spontaneamente Cittadella e la tenne in nome del comune di Padova.
Avrebbe poi fatto parte della lega guelfa che nel 1259 inflisse a Ezzelino la sconfitta definitiva a Cassano d'Adda. Nello stesso anno il podestà di Padova accettò sotto la protezione della città Bassano, contro le mire dei Vicentini, alla presenza del Camposampiero. Lo si ritrova anche nel 1260, quando il vescovo di Feltre divenne cittadino di Padova e strinse con essa un'alleanza.
Si preoccupò in seguito di ricostituire i beni di famiglia e di ampliarli. Già nel 1251 aveva richiesto al vescovo di Treviso l'investitura di un certo feudo che era appartenuto al padre, al fratello Giacomo e al nipote Guglielmo. Secondo una fonte, nel 1261 si fece cittadino di Treviso nel tentativo di recuperare i beni sottratti da Ezzelino e, alla caduta di quest'ultimo, confiscati dal comune; avrebbe così riassunto i feudi di Brusaporco e Treville. Nello stesso anno il vescovo di Frisinga gli assegnava il feudo di Godego; secondo Giovanni Bonifacio, questa concessione vide l'opposizione del comune di Treviso e per poco non si giunse alle armi visto che il comune di Padova intervenne in aiuto del Camposampiero.
Fu inoltre chiamato a pacificare i cugini Biaquino e Guecellone da Camino, l'uno di parte guelfa, l'altro ex ezzeliniano, e arbitrò la divisione dei beni a loro comuni. Infine, testimoniò all'assegnazione della signoria di Ferrara a Obizzo II d'Este.
Fu sepolto nel monastero di San Pietro a Padova.

## Discendenza
Tiso VII sposò Ponza da Canossa (o Da Peraga) ed ebbe due figli:
- Tiso VIII
- Alessante (o Alessandra).